# Joseph L. Montani
Joseph L. Montani (Perth Amboy, 1952) è un astronomo statunitense.

## Studi
Nel 1970 si è diplomato presso la Perth Amboy High School. Ha studiato alla Columbia University in New York dove ha studiato filosofia, Astronomia e Fisica. Nel 1988 ha preso un Master of Science in Fisica presso la State University of New York (SUNY) a Stony Brook (Brookhaven).

## Carriera
Dopo aver studiato Astronomia alla Columbia University ha lavorato nel campo della radioastronomia delle onde millimetriche per la NASA presso il Goddard Institute of Space Studies in New York e presso l'Osservatorio di Cerro Tololo in Cile. Dal 1990 ha lavorato presso l'Osservatorio Steward a Tucson (Arizona), presso il Lunar and Planetary Laboratory ed a bordo del Kuiper Airborne Observatory. Nel 1994 è entrato nel progetto Spacewatch condotto dall'Università dell'Arizona. Dal 1996 al 2001 ha lavorato presso l'Osservatorio di Kitt Peak.

## Scoperte
Ha scoperto quattro comete: 314P/Montani, C/1997 G2 Montani, C/1998 M6 Montani e C/2000 A1 Montani. Ha scoperto inoltre, come membro del programma Spacewatch, oltre 16 asteroidi tra i quali 12464 Manhattan e 12465 Perth Amboy.

## Interessi
È stato un astrofilo fino al 1970, nel praticare il suo hobby si è autocostruito gli specchi dei suoi telescopi. È stato membro della Amateur Astronomers, Inc. di Cranford (New Jersey), una delle più grandi associazioni astronomiche degli Stati Uniti, in seguito è divenuto membro della American Astronomical Society (AAS) e ha cominciato ad interessarsi di Buddhismo Zen. Montani è un radioamatore.

## Riconoscimenti
Gli è stato dedicato un asteroide, 7656 Joemontani.